# Veazoveț, Bilohirea
Veazoveț (în ucraineană В'язовець) este localitatea de reședință a comunei Veazoveț din raionul Bilohirea, regiunea Hmelnîțkîi, Ucraina.

## Demografie
Componența lingvistică a localității Veazoveț
     Ucraineană (99,17%)
     Alte limbi (0,63%)
Conform recensământului din 2001, majoritatea populației localității Veazoveț era vorbitoare de ucraineană (99,17%), existând în minoritate și vorbitori de alte limbi.